# Episodi di The Bridge - La serie originale (quarta stagione)
La quarta stagione di The Bridge - La serie originale è andata in onda per la prima volta in Svezia sul canale SVT1 dal 1º gennaio al 18 febbraio 2018.
In Italia la stagione è stata trasmessa sul canale satellitare Sky Atlantic dal 22 gennaio al 12 febbraio 2019.
| nº         | Prima TV Svezia  | Prima TV Italia  |
| ---------- | ---------------- | ---------------- |
| Episodio 1 | 1º gennaio 2018  | 22 gennaio 2019  |
| Episodio 2 | 7 gennaio 2018   | 22 gennaio 2019  |
| Episodio 3 | 14 gennaio 2018  | 29 gennaio 2019  |
| Episodio 4 | 21 gennaio 2018  | 29 gennaio 2019  |
| Episodio 5 | 28 gennaio 2018  | 5 febbraio 2019  |
| Episodio 6 | 4 febbraio 2018  | 5 febbraio 2019  |
| Episodio 7 | 11 febbraio 2018 | 12 febbraio 2019 |
| Episodio 8 | 18 febbraio 2018 | 12 febbraio 2019 |